# Ando Hiroaki
Hiroaki Ando (sinh ngày 24 tháng 6 năm 1986) là một cầu thủ bóng đá người Nhật Bản.

## Sự nghiệp câu lạc bộ
Hiroaki Ando đã từng chơi cho Tokushima Vortis.